# Паршивлюк Сергій Вікторович

Паршивлюк Сергій Вікторович (рос. Сергей Викторович Паршивлюк, * 18 березня 1989, Москва) — російський футболіст, захисник московського «Динамо».

## Спартак-Москва

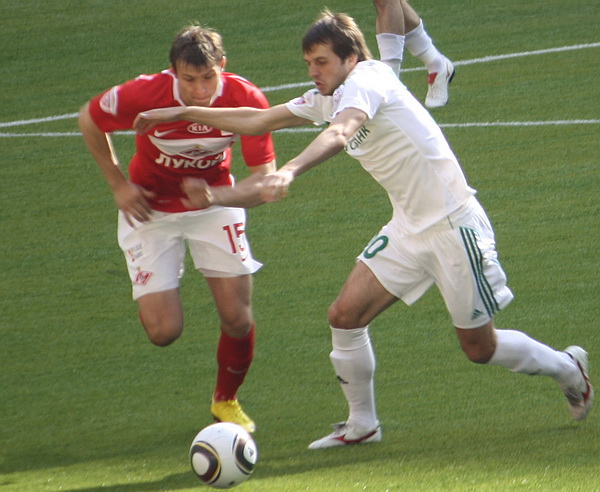
Паршивлюк в боротьбі за м'яч

Сергій Паршивлюк — вихованець московського « Спартака». У віці 7 років прийшов у футбольну школу «Спартака». Одним з його тренерів був відомий футболіст і тренер Олександр Ярцев. Починав грати на позиції нападника, однак не мав в атаці великих успіхів і з часом став гравцем оборони. Дебютував за «червоно-білих» 21 липня 2007 рік а в матчі чемпіонату Росії «Спартак» Москва — «Зеніт». Всього у 2007 році тричі з'являвся у складі першої команди.
Сезон 2008 розпочав з матчів Кубка УЄФА проти « Марселя», в яких виходив на поле з перших хвилин через травми захисників основного складу — Мартіна Йіранека і Романа Шишкіна. Після цього, міцно «застовпив» за собою місце правого захисника в стартовому складі. 24 жовтня 2009 року в матчі проти «Хімки» забив свій перший гол в основному складі «Спартака». 11 вересня 2010 року, після заміни Алекса Мескіна, Паршивлюк вперше одягнув капітанську пов'язку «Спартака».

## Збірна Росії
1 жовтня 2010 року був викликаний до збірної Росії на відбіркові ігри Чемпіонату Європи з футболу 2012 з Македонією та Ірландією.

## Досягнення
- Срібний призер Чемпіонату Росії (2): 2007 , 2009
- У номінації «Найкращий молодий футболіст Росії 2008» (РФС), увійшов у 5-ку найкращих, зайнявши 4 місце.

### Приватні
- У списку 33 найкращих футболістів чемпіонату Росії (1): № 2 ( 2009)

## Статистика
На 28 вересня 2010
| Сезон | Клуб                   | Ліга                      | Чемпіонат | Чемпіонат | Кубок | Кубок | Єврокубки | Єврокубки | Єврокубки |
| Сезон | Клуб                   | Ліга                      | Ігри      | Голи      | Игри  | Голи  | Турнір    | Ігри      | Голи      |
| ----- | ---------------------- | ------------------------- | --------- | --------- | ----- | ----- | --------- | --------- | --------- |
| 2007  | Росія Спартак (Москва) | РФПЛ                      | 2         | 0         | 0     | 0     | ЛЧ і КУ   | 2         | 0         |
| 2008  | Росія Спартак (Москва) | РФПЛ                      | 18        | 0         | 2     | 0     | КУ і КУ   | 9         | 0         |
| 2009  | Росія Спартак (Москва) | Чемпіонат Росії з футболу | 21        | 1         | 1     | 0     | —         | —         | —         |
| 2010  | Росія Спартак (Москва) | Чемпіонат Росії з футболу | 18        | 0         | 1     | 0     | ЛЧ        | 2         | 0         |